# Een eeuwige jeugd
Een eeuwige jeugd is het elfde stripalbum uit de Djinn-reeks en behoort samen met Het paviljoen der lusten tot de Indiase cyclus. De strip werd voor het eerst uitgegeven bij Dargaud in augustus 2012. Het album is getekend door Ana Miralles met scenario van Jean Dufaux.